# Two X
Two X (hangul: 투엑스) är en sydkoreansk tjejgrupp bildad år 2012 av J. Tune Camp.
Gruppen består av de fyra medlemmarna Jiyou, Eun, Surin och Eunyoung.

## Medlemmar

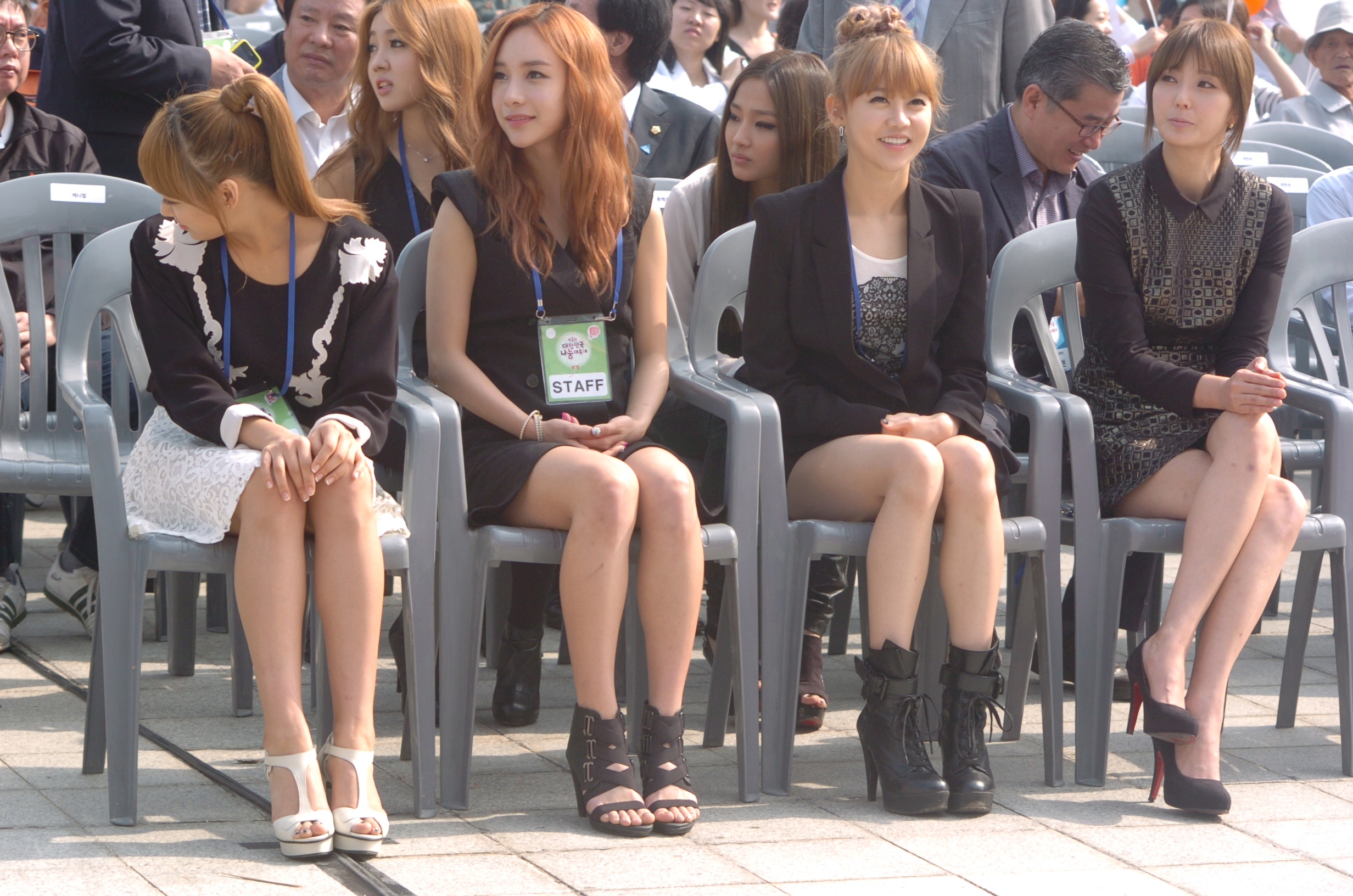
Two X år 2012

| Artistnamn   | Artistnamn | Födelsenamn    | Födelsenamn | Födelsedatum     | Medlemstid |
| Romanisering | Hangul     | Romanisering   | Hangul      | Födelsedatum     | Medlemstid |
| Nuvarande    | Nuvarande  | Nuvarande      | Nuvarande   | Nuvarande        | Nuvarande  |
| ------------ | ---------- | -------------- | ----------- | ---------------- | ---------- |
| Jiyou        | 지유       | Lim Chang-sook | 임창숙      | 15 juni 1989     | 2012-idag  |
| Eun          | 은         | Choi Eun-mi    | 최은미      | 14 maj 1990      | 2012-idag  |
| Surin        | 수린       | Kim Su-rin     | 김수린      | 27 december 1991 | 2012-idag  |
| Eunyoung     | 은영       | Joo Eun-young  | 주은영      | 12 juni 1992     | 2012-idag  |
| Tidigare     |            |                |             |                  |            |
| Minjoo       | 민주       | Kwak Min-ju    | 곽민주      | 12 oktober 1990  | 2012-2016  |

## Diskografi

### Album
| Albuminformation                                   | Topplacering          |
| Albuminformation                                   | Sydkorea (Gaon Chart) |
| -------------------------------------------------- | --------------------- |
| Double Up (EP-skiva) - Släppt: 16 augusti 2012     | 22                    |
| Ring Ma Bell (EP-skiva) - Släppt: 12 februari 2013 | 13                    |
| Reboot (EP-skiva) - Släppt: 23 augusti 2016        | —                     |

### Singlar
| År   | Titel          | Topplacering          |
| År   | Titel          | Sydkorea (Gaon Chart) |
| ---- | -------------- | --------------------- |
| 2012 | "Double Up"    | 135                   |
| 2013 | "Ring Ma Bell" | 56                    |
| 2016 | "Over"         | —                     |